# Father of the Bride (album)
Father of the Bride je čtvrté studiové album americké skupiny Vampire Weekend. Vydáno bylo v květnu 2019 společností Columbia Records, šest let po vydání předchozí desky kapely Modern Vampires of the City. Jde o první album kapely po odchodu zakládajícího člena Rostama Batmanglije, který se sice na desce rovněž podílel, ale ne jako člen kapely. Na produkci alba se podíleli Batmanglij, Ariel Rechtshaid, BloodPop, DJ Dahi a Steve Lacy. Album se umístilo na první příčce hitparády Billboard 200.

## Seznam skladeb
1. Hold You Now – 2:33
2. Harmony Hall – 5:08
3. Bambina – 1:42
4. This Life – 4:28
5. Big Blue – 1:48
6. How Long? – 3:32
7. Unbearably White – 4:40
8. Rich Man – 2:29
9. Married in a Gold Rush – 3:42
10. My Mistake – 3:18
11. Sympathy – 3:46
12. Sunflower – 2:17
13. Flower Moon – 3:57
14. 2021 – 1:38
15. We Belong Together – 3:10
16. Stranger – 4:08
17. Spring Snow – 2:40
18. Jerusalem, New York, Berlin – 2:54